# Золоте (Сарненський район)
Золоте́ — село в Україні, у Сарненському районі Рівненської області. Підпорядковується Висоцькій сільській громаді. Населення становить 616 осіб (2011).

## Назва
Польською мовою згадується як Złote, російською — як Золотое.

## Географія
Згідно з дослідженням 2017 року, за яким оцінювалися масштаби антропогенної трансформації території Дубровицького району внаслідок несанкціонованого видобутку бурштину, екологічна ситуація села характеризувалася як «сприятлива».

### Клімат
Клімат у селі вологий континентальний («Dfb» за класифікацією кліматів Кеппена). Опадів 606 мм на рік. Найменша кількість опадів спостерігається в березні й сягає у середньому 28 мм. Найбільша кількість опадів випадає в червні — близько 88 мм. Різниця в опадах між сухими та вологими місяцями становить 60 мм. Пересічна температура січня — -5,5 °C, липня — 18,5 °C. Річна амплітуда температур становить 24,0 °C.
| Клімат Золотого                   | Клімат Золотого | Клімат Золотого | Клімат Золотого | Клімат Золотого | Клімат Золотого | Клімат Золотого | Клімат Золотого | Клімат Золотого | Клімат Золотого | Клімат Золотого | Клімат Золотого | Клімат Золотого | Клімат Золотого |
| Показник                          | Січ.            | Лют.            | Бер.            | Квіт.           | Трав.           | Черв.           | Лип.            | Серп.           | Вер.            | Жовт.           | Лист.           | Груд.           | Рік             |
| Середній максимум, °C             | −2,5            | −1,3            | 3,4             | 12,4            | 19,2            | 22,9            | 23,9            | 23,1            | 18,2            | 11,8            | 4,8             | 0,0             | 11,3            |
| Середня температура, °C           | −5,5            | −4,5            | −0,3            | 7,5             | 13,6            | 17,5            | 18,5            | 17,7            | 13,2            | 7,8             | 2,3             | −2,5            | 7,1             |
| Середній мінімум, °C              | −8,5            | −7,7            | −3,9            | 2,7             | 8,1             | 12,1            | 13,2            | 12,3            | 8,3             | 3,8             | −0,2            | −5              | 2,9             |
| Норма опадів, мм                  | 36              | 29              | 28              | 41              | 56              | 88              | 80              | 64              | 57              | 45              | 41              | 41              | 606             |
| --------------------------------- | --------------- | --------------- | --------------- | --------------- | --------------- | --------------- | --------------- | --------------- | --------------- | --------------- | --------------- | --------------- | --------------- |
| Джерело: Climate-Data.org (англ.) |                 |                 |                 |                 |                 |                 |                 |                 |                 |                 |                 |                 |                 |

### Пам'ятки природи
- Золотинський заказник — ботанічний заказник національного значення площею 3016 га, розташований поблизу села.[7]
- Золотинське урочище — лісове заповідне урочище площею 12 га, розташоване в Золотинському лісництві.[8]

## Історія
Перша писемна згадка про село датується 1548 роком. Населення складає 642 жителі. Розміщене село на шляху з Дубровиці до Зарічного в мальовничій місцевості серед лісів та піщаних дюн вкритих сосновими насадженнями. В 1861 році золотинці є прихожанами Різдво Богородичної православної церкви міста Дубровиця. В 19 столітті в селі було 95 димів і 548 мешканців, водяний млин, каплиця на цвинтарі, 4 фільварки.[джерело?]
Станом на 1859 рік, Золоте було власницьким селом, тут діяв винокурний завод. До 1917 року село входило до складу Російської імперії. У 1906 році село входило до складу Висоцької волості Рівненського повіту Волинської губернії Російської імперії. У 1918—1920 роки нетривалий час перебувало в складі Української Народної Республіки.
У Першій світовій війні брали участь: Алексєєв Григорій, поранений 28.08 1914 року; Бугай Влас, пропав безвісти 22.10. 1914 року; Бугай Іван Нестерович пропав безвісти 08.11.1914 року; Бугай Іван, поранений, 28.08.1914 року; Дерун Іван Іванович, вбитий 09.04.1915 року; Кузько Михайло, поранений 13.04.1915 року; Кузько Василь, вбитий 18.10.1914 року; Мельник Григорій, пропав безвісти 22.10.1914 року.[джерело?]
У 1918 році в Золотому більшовик І. Гончаров організував партизанський загін, який взяв участь у Дубровицькому збройному повстанні 1918—1919 рр. У 1920 році був створений і діяв до вересня 1921 року сільревком. До нього входили: голова Черпак Роман, його товариші Бугай Тимофій Черпак Іван, секретар Климчук Афанасій. Сільськогосподаських дворів було 157, у яких проживало 905 осіб. Земля сільської громади була такою: присадибна — 28 десятин, вигони — 60 десятин, орна земля — 342 десятини, сіножаті — 152 десятини, під озерами, болотами і дорогами було 4 десятини. За часів польської окупації в селі діяв підпільний осередок КПЗБ.[джерело?]
У 1921—1939 роки входило до складу Польщі. У 1921 році село входило до складу гміни Висоцьк Сарненського повіту Поліського воєводства Польської Республіки. 1 січня 1923 року розпорядженням Ради Міністрів Польщі Висоцька гміна вилучена із Сарненського повіту і включена до Столінського повіту. У 1935 році село Золоте разом з хуторами Золоте, Вигон, Ястжемблі, Садовне та смолярнею Верх Нового Острова належало до громади Золоте гміни Висоцьк Поліського воєводства.
З 1939 року — у складі Рівненської області УРСР. У роки Другої світової війни деякі мешканці села долучилися до національно-визвольної боротьби в лавах УПА та ОУН. За даними українського націоналістичного підпілля у липні 1943 року більшовики спалили в Золотому 25 хат та замордували 2 родини членів УПА. 5 грудня 1943 року червона банда в кількості 43 осіб верхи відвідала Золоте, проте потрапила в засідку українських повстанців і, втративши двох осіб вбитими, відступила до села Велюнь. Увечері того ж дня інша банда комуністів (до 50 осіб), яка приїхала з Озерська, пограбувала жителів села і вночі від'їхала на Велюнь. Наступного дня, 6 грудня, більшовицька група до 50 осіб знову пограбувала населення Золотого. Після цього до Золотого прибув відділ «Лайдаки» (УПА). 7 грудня червоні спробували оточити село і почати наступ, проте нарвалися на шквальний вогонь у відповідь та відступили, залишивши 3 убитих, 4 полонених, зброю та коней. О 15 годині 14 грудня того ж року, у селі відбувся бій між бандою комуністів («медвєдовців», «карасінців») у кількості до 600 осіб, які пограбували село, та відділом «Лайдаки». Бійці УПА відступили, серед них — 5 поранених. Внаслідок бою згоріли 2 хати, 1 клуня, 1 скирта жита, вбито одну дівчину і одну поранено. 22 грудня 1943 року більшовики здійснили ще один грабіж села, під час якого провели зібрання, на якому заявили, що роблять це востаннє і пояснили свої грабежі тим, що місцеве населення допомагало «бульбовцам» і «сакірнікам». Загалом встановлено 85 жителів села, які брали участь у визвольних змаганнях, з них 39 загинуло, 43 було репресовано.
Під час німецької окупації жителі села брали активну участь у боротьбі з ними в партизанських загонах у 1942—1944 роках та на фронті і серед них: Буба Самійло Андрійович, 1897 р.н., Дерун Олександр Трохимович, 1898 р.н., Мельник Петро Гаврилович, 1926 р.н., Климчук Тит Остапович, 1925 р.н. та інші. З 1943 по 1951 рік в боротьбі з окупантами та радянською владою брали участь і формування ОУН УПА. Від їх рук за цей період загинуло більш як 13 золотинчан і серед них родина вчителя Чернюка Нестора (4 чол) та секретар сільської ради Дворецький Василь Павлович. В цих формуваннях були: Дерун Максим Миколайович, «Моряк», 1925 р.н., був членом боївки «Діброви», загинув 13.05.1947 року; Кониський Олександр Іванович, «Дніпровий», «Бруква», 1923 р.н., референт СБ Висоцького районного проводу ОУН, загинув 23.06.1947 року; Ромаш Микола Остапович, «Листок», 1922 р.н., вбитий 04.01.1947 року; Сірко Максим, «Моряк», вбитий 01.07.1947 року та інші.[джерело?]
В березні 1944 року відновила свою роботу Золотинська сільсьрада, яку очолив Рожко Михайло. В селі проживає 883 особи. Розпочалося навчання в місцевій школі. Тут тоді працювали: Панченко Віра Семенівна, 20.09.1926 р.н., завідувачка; Степанович Ольга Іванівна, 04.06.1919 р.н., вчитель; Пшенична Олена Кирилівна, 26.12.1925 р.н., вчитель.[джерело?]
З 1945 року розпочало свою роботу Золотинське лісництво. Багато жителів села мали можливість утримувати свої родини, працюючи в лісі. До 1950 року в селі була проведена суцільна колективізація. Усуспільнене майно особистих господарств склало основу місцевого колгоспу. В селі відразу після війни працювало споживче товариство. Яке займалося постачанням промислових та продовольчих товарів та реалізацією їх через свої торговельні заклади. Були збудовані продмаг, кафе, промтоварний магазин та інше. Золотинське ССТ (голова Орловська Л, П.) діяло до кінця 1979 року, а потім приєднане до Висоцького ССТ.[джерело?]
У 1947 році село Золоте підпорядковувалося Золотівській сільській раді Висоцького району Ровенської області УРСР.
Відповідно до прийнятої в грудні 1989 року постанови Ради Міністрів УРСР село занесене до переліку населених пунктів, які зазнали радіоактивного забруднення внаслідок аварії на Чорнобильській АЕС, жителям виплачувалася грошова допомога. Згідно з постановою Кабінету Міністрів Української РСР, ухваленою в липні 1991 року, село належало до зони гарантованого добровільного відселення. На кінець 1993 року забруднення ґрунтів становило 1,54 Кі/км² (137Cs + 134Cs), молока — 6,17 мКі/л (137Cs + 134Cs), картоплі — 0,5 мКі/кг (137Cs + 134Cs), сумарна доза опромінення — 170 мбер, з якої: зовнішнього — 20 мбер, загальна від радіонуклідів — 150 мбер (з них Cs — 139 мбер).
За роки незалежності введено в дію новозбудоване приміщення загальноосвітньої школи І-ІІ ступенів. 21 липня 2001 року освячений новозбудований Свято-Михайлівський православний храм. За результатами ХХ відкритого обласного турніру з боксу пам'яті воїна — інтернаціоналіста Я. Губені, що проходить в м. Сарни, який відбувався 17 — 19 травня 2013 року друге місце завоював Сергій Рожко, учень місцевої школи.[джерело?]

## Населення
Станом на 1859 рік, у власницькому селі Золоте налічувалося 50 дворів та 329 жителів (159 чоловіків і 170 жінок), з них 308 православних, 15 римо-католиків і 6 євреїв. Станом на 1906 рік у селі було 78 дворів та мешкало 613 осіб.
За переписом населення Польщі 10 вересня 1921 року в селі налічувалося 161 будинок та 877 мешканців, з них: 417 чоловіків та 460 жінок; 854 православні, 21 юдей та 2 римо-католики; 854 українці, 21 єврей та 2 поляки.
Згідно з переписом УРСР 1989 року чисельність наявного населення села становила 636 осіб, з яких 290 чоловіків та 346 жінок. На кінець 1993 року в селі мешкало 650 жителів, з них 188 — дітей.
За переписом населення України 2001 року в селі мешкали 604 особи. Станом на 1 січня 2011 року населення села становить 616 осіб.

### Мова
Розподіл населення за рідною мовою за даними перепису 2001 року:
| Мова       | Відсоток |
| ---------- | -------- |
| українська | 99,51 %  |
| російська  | 0,33 %   |

### Вікова і статева структура
Структура жителів села за віком і статтю (станом на 2011 рік):
| Вік   | Чоловіків | Жінок | Разом |
| ----- | --------- | ----- | ----- |
| 0-17  | 81        | 77    | 158   |
| 18-39 | 91        | 95    | 186   |
| 40-59 | 81        | 82    | 163   |
| 60+   | 40        | 69    | 109   |
| Разом | 293       | 323   | 616   |

### Соціально-економічні показники
| Працездатне населення | Працездатне населення | Працездатне населення | Працездатне населення | Працездатне населення | Працездатне населення | Непрацездатне населення | Непрацездатне населення | Непрацездатне населення | Непрацездатне населення | Непрацездатне населення | Непрацездатне населення | Все населення |
| Чоловіки              | Чоловіки              | Жінки                 | Жінки                 | Разом                 | Разом                 | Чоловіки                | Чоловіки                | Жінки                   | Жінки                   | Разом                   | Разом                   | 616           |
| ос.                   | %                     | ос.                   | %                     | ос.                   | %                     | ос.                     | %                       | ос.                     | %                       | ос.                     | %                       | 616           |
| --------------------- | --------------------- | --------------------- | --------------------- | --------------------- | --------------------- | ----------------------- | ----------------------- | ----------------------- | ----------------------- | ----------------------- | ----------------------- | ------------- |
| 163                   | 26                    | 177                   | 28                    | 340                   | 55                    | 122                     | 20                      | 151                     | 24                      | 273                     | 44                      | 616           |

| Зайняті  | Зайняті  | Зайняті | Зайняті | Зайняті | Зайняті | Безробітні | Безробітні | Безробітні | Безробітні | Безробітні | Безробітні | Все населення |
| Чоловіки | Чоловіки | Жінки   | Жінки   | Разом   | Разом   | Чоловіки   | Чоловіки   | Жінки      | Жінки      | Разом      | Разом      | 616           |
| ос.      | %        | ос.     | %       | ос.     | %       | ос.        | %          | ос.        | %          | ос.        | %          | 616           |
| -------- | -------- | ------- | ------- | ------- | ------- | ---------- | ---------- | ---------- | ---------- | ---------- | ---------- | ------------- |
| 13       | 6        | 12      | 6       | 25      | 11      | 47         | 22         | 31         | 14         | 78         | 36         | 616           |

| Дорослі | Діти | Пенсіонери | Інваліди Німецько-радянської війни | Учасники бойових дій | Інваліди всіх груп і категорій | Люди, які обслуговуються служб. соц. допом. на дому | Неповні сім'ї | Діти з неповних сімей | Багатодітні сім'ї | Діти з багатодітних сімей | Діти-інваліди | Діти-сироти | Одинокі багатодітні матері |
| ------- | ---- | ---------- | ---------------------------------- | -------------------- | ------------------------------ | --------------------------------------------------- | ------------- | --------------------- | ----------------- | ------------------------- | ------------- | ----------- | -------------------------- |
| 441     | 171  | 183        | -                                  | -                    | 34                             | 8                                                   | 2             | 3                     | 8                 | 24                        | -             | 3           | 1                          |

## Політика

### Органи влади
Місцеві органи влади представлені Людинською сільською радою.

### Вибори
Село входить до виборчого округу № 155. У селі розташована виборча дільниця № 560272. Станом на 2011 рік кількість виборців становила 449 осіб.

## Культура
Діє Золотинська публічно-шкільна бібліотека, книжковий фонд якої становлять 10 994 книги та яка має 2 місця для читання, 1 особу персоналу, кількість читачів — 401 особа.

## Релігія
У першій половині XIX століття село належало до греко-католицької парафії церкви Різдва Богородиці містечка Домбровиця Ровенського повіту, яка з 1840-х років діяла як православна парафія.
14 червня 2022 року відбулися збори релігійної громади Свято-Михайлівської парафії Золотого, на яких було ухвалено рішення про перехід парафії від УПЦ (Московського патріархату) до канонічної Православної церкви України.
Список конфесійних громад станом на 2011 рік:
| Релігійна громада УПЦ (Свято-Михайлівської) | ПЦУ | 12 лютого 2001 | 80 | Церква | [ 39 ] |
| — православні.                              |     |                |    |        |        |

## Освіта
У селі діє Золотинська загальноосвітня школа І-ІІ ступенів. У 2011 році в ній навчалося 80 учнів (із 200 розрахованих) та викладало 18 учителів.

## Інфраструктура
Наявне відділення поштового зв'язку.

## Відомі люди

### Народилися
- Бугай Марія Терентіївна — народила і виховала 6 дітей. Нагороджена медаллю «Медаль материнства» ІІ ступеня (Указ Президії Верховної Ради СРСР від 17.08.1971 року);
- Гура (Мельник) Галина Михайлівна — завідувачка фельдшерсько-акушерського пункту. В селі Золоте (тут народилася) відпрацювала 50 років. За сумлінну працю нагороджена медаллю «За трудову доблесть» та знаком «Відмінник охорони здоров'я СРСР». Удостоєна звання «Заслужений працівник охорони здоров'я УРСР»;
- Кониський Олександр Іванович («Бруква», «Дніпровий», нар. 1923), референт служби безпеки Столинського надрайонного проводу ОУН;[42]
- Серко Дарія Степанівна — народила і виховала 5 дітей. Нагороджена медаллю «Медаль материнства» ІІ ступеня (Указ Президії Верховної Ради СРСР від 17.08.1971 року);
- Хомич Микола Васильович — депутат Верховної Ради України (друге скликання);
- Янковський Володимир Григорович (13.09.1954 р.н.) — лісничий Золотинського лісництва державного підприємства «Висоцьке лісове господарство». 36 років віддав служінню лісу. Нагороджений Почесною Грамотою Комітету лісового господарства України (1997), Почесною відзнакою Міністерства надзвичайних ситуацій України (1999), нагрудним знаком «За бездоганну службу в державній лісовій охороні України» — 30 років";
- Список жителів села, які загинули на фронтах Другої світової війни [Архівовано 21 березня 2018 у Wayback Machine.]
- Список жителів села, які мали відношення до ОУН-УПА за часів Другої світової війни [Архівовано 21 березня 2018 у Wayback Machine.]
- Список жителів села, які загинули від рук ОУН-УПА у 1942—1951 роках [Архівовано 21 березня 2018 у Wayback Machine.]

### Пов'язані із селом
- Оскілко Володимир Пантелеймонович (1892—1926) — військовий і громадський діяч часів УНР, отаман, генерал-хорунжий Армії УНР, командувач Північної групи військ Директорії, на початку XX століття працював у селі народним учителем.

#### Книги
- Коротун І. М., Коротун Л. К. Географія Рівненської області в 3-х частинах. — Рівне, 1996. — С. 270.
- Літопис УПА / НАН України. Інститут української археографії та джерелознавства ім . М. С. Грушевського. — Київ-Торонто : Видавництво «Літопис УПА» та ін, 2007. — Т. 11: Мережа ОУН(б) і запілля УПА на території ВО «Заграва», «Турів», «Богун» (серпень 1942 — грудень 1943 рр.). — 849 с.

#### Офіційні дані та нормативно-правові акти
- Паспорт Дубровицького району (станом на 1 січня 2011 року) (doc). Дубровицька районна рада. Архів оригіналу за 10 лютий 2015. Процитовано 16 жовтня 2019.

#### Мапи
- Історичний Атлас України / Гол. ред. Л. Винар; Упорядн.: І. Тесля, Е. Тютько. Українське історичне товариство. — Монреаль; Нью-Йорк; Мюнхен, 1980. — 182 с.